# بورکو یالا
بورکو یالا (به عربی: بورکو یالا) یک منطقهٔ مسکونی در چاد است که در استان بورکو واقع شده‌است.